# Hubert Stiernet
Hubert Stiernet est un écrivain belge d'expression française né à Waremme le 5 juillet 1863 et décédé à Bruxelles le 1er janvier 1939. Ses contes, récits ou romans sont liés à sa région d'origine waremmienne.
Il fut membre de l'Académie Royale de langue et de Littérature Françaises de Belgique de 1924 à 1939.  Une rue à Laeken (1020 Bruxelles) ainsi qu'une autre à Waremme porte son nom.
Son gendre, Jules Herbillon (1896 - 1987), a été un onomasticien wallon de tout premier plan.
Il est inhumé à Waremme.

## Sources
- Académie royale de langue et de littérature françaises de Belgique.
- Notice biographique.
- Notice d'autorité.